# Sd.Kfz. 253

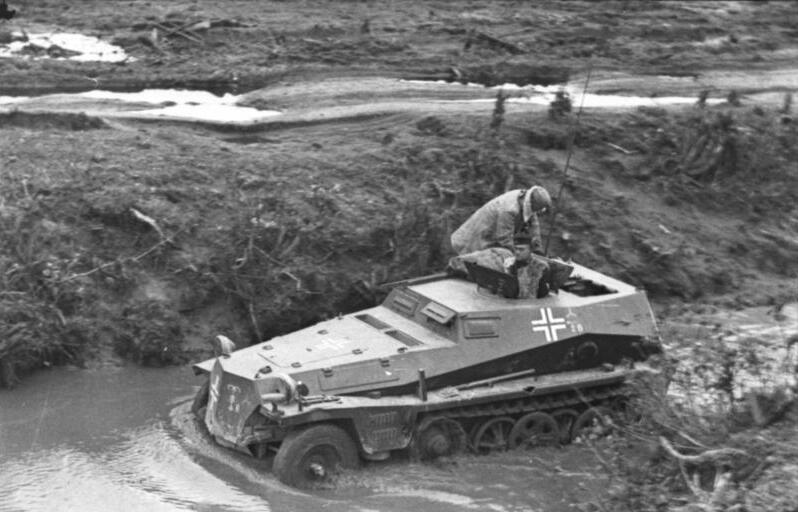
Sd.Kfz. 253 sur le front russe (octobre 1941).

Le Sonderkraftfahrzeug 253 (en français : « véhicule spécial à moteur no 253 ») ou Sd.Kfz. 253 ou encore leichter Gepanzerter Beobachtungskraftwagen (en français : « véhicule blindé léger d'observation ») était un half-track blindé léger d'observation utilisé par l’artillerie de la Wehrmacht à l'époque de la seconde guerre mondiale : ces observateurs avancés d’artillerie accompagnaient des unités blindées composées de chars ou des unités d’infanterie motorisée. Le véhicule appartenait en fait à la famille des Sd.Kfz. 250 dont il était une version destinée à une utilisation particulière.
Son apparence était similaire à celle du Sd.Kfz. 250, mais la caisse du Sd.Kfz. 253 était complètement fermée. Demag/Wegman fabriqua 285 véhicules de ce type entre 1940 et 1941.